# Martin Hellman
Martin Edward Hellman (n. 2 de octubre de 1945), es un criptólogo estadounidense. Hellman es famoso por ser el inventor junto a Whitfield Diffie, de un sistema de criptografía de clave pública. En 1976, ambos publicaron «New Directions in Cryptography», que introducía un cambio radical, un nuevo método de distribución de claves que solucionó uno de los mayores problemas de la criptografía hasta entonces, la distribución de claves.
Hellman ganó el premio Turing de 2015 junto con Whitfield Diffie. El premio Turing es ampliamente considerado el premio más prestigioso en el campo de la informática. La mención para el premio fue: «Por contribuciones fundamentales a la criptografía moderna. El innovador artículo de 1976 de Diffie y Hellman, "Nuevas direcciones en criptografía", introdujo las ideas de criptografía de clave pública y firmas digitales, que son la base para la mayoría de los protocolos de seguridad en Internet hoy en día».

## Carrera
Estudió en el Instituto de Ciencias del Bronx y obtuvo su título en Ingeniería Eléctrica por la Universidad de Nueva York en 1966. Realizó una maestría en la Universidad de Stanford. Uno de sus primeros empleos fue en IBM. Ha sido profesor en MIT(Instituto Tecnológico de Massachusetts) y en Stanford donde ha sido nombrado profesor emérito en 1996.[cita requerida]